# Avellaneda (Ávila)
Avellaneda ist ein zentralspanischer Ort und eine Gemeinde (municipio) mit 23 Einwohnern (Stand: 2024) in der Provinz Ávila in der Autonomen Region Kastilien-León. 

## Lage und Klima
Die Gemeinde Avellaneda liegt auf der Nordseite der Sierra de Gredos im Westen der Provinz Ávila in einer durchschnittlichen Höhe von ca. 1355 m. Die Entfernung nach Ávila beträgt knapp 60 km (Fahrtstrecke) in ostnordöstlicher Richtung. Das Klima ist gemäßigt bis warm; der Regen (817 mm/Jahr) fällt mit Ausnahme der trockenen Sommermonate übers Jahr verteilt.

## Bevölkerungsentwicklung
| Jahr      | 1970 | 1981 | 1991 | 2001 | 2011 | 2021 |
| Einwohner | 269  | 117  | 58   | 35   | 32   | 27   |

## Sehenswürdigkeiten

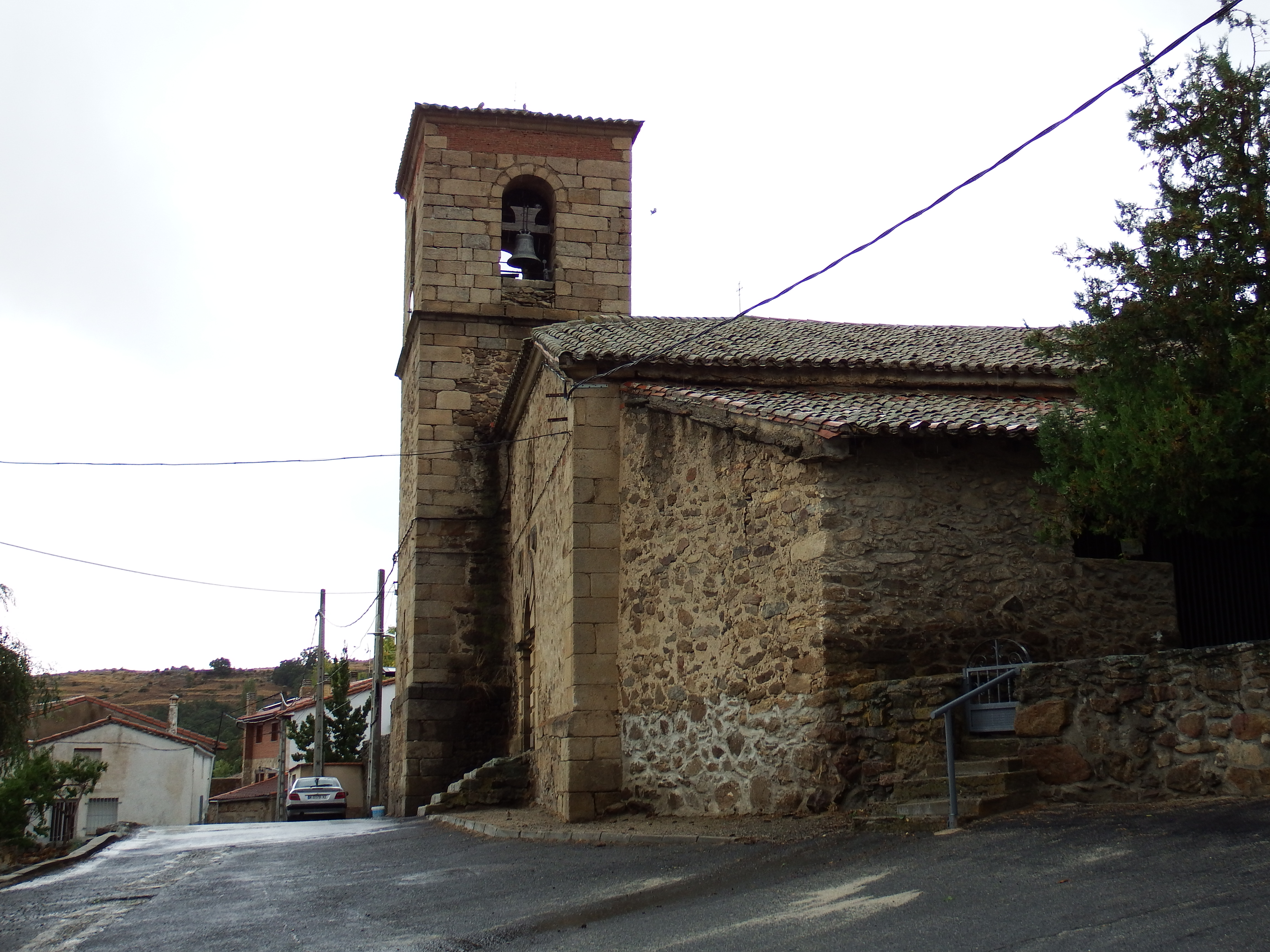
Bartholomäuskirche
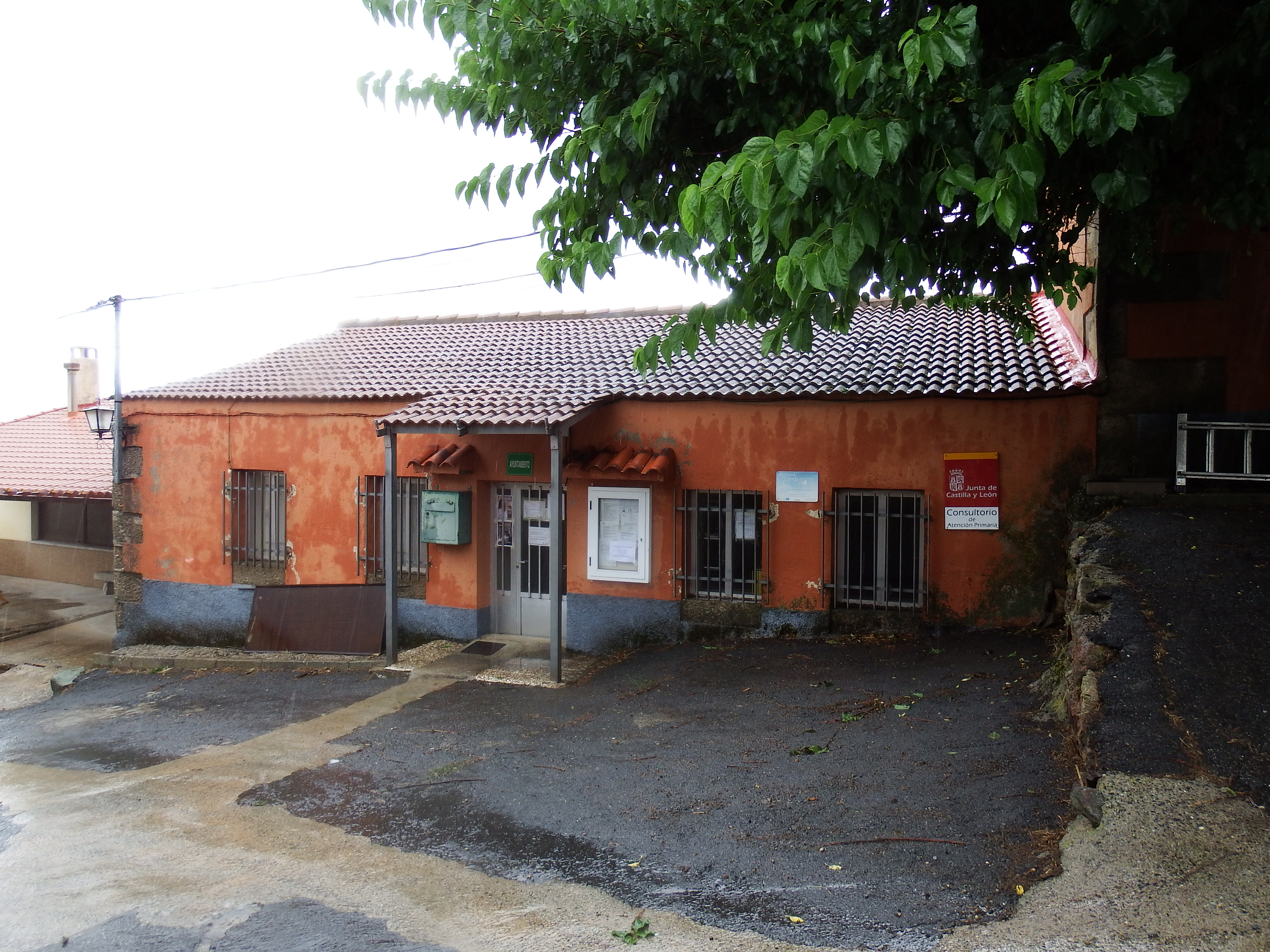
Christuskapelle

- Bartholomäuskirche
- Rathaus